# Queens of Noise
Queens of Noise – drugi album zespołu The Runaways wydany 7 stycznia 1977 roku. Jest to ostatni album studyjny zespołu nagrywany w najsłynniejszym składzie.
"Queens of Noise” jest najlepiej sprzedającym się krążkiem zespołu w Stanach Zjednoczonych oraz był najwyżej notowany ze wszystkich płyt Runaways na amerykańskich listach przebojów.

## Produkcja
Album zawiera cięższe brzmienie niż poprzedni, co według wielu krytyków i samego zespołu było o wiele lepsze niż produkcja Kima Fowleya, który wolał ograniczać się w studiu do uzyskiwania prostego, czystego dźwięku. Basistka Jackie Fox stwierdziła, że Runaways starały się uzyskać jak najgłośniejszy dźwięk swoich instrumentów podczas nagrywania. W trakcie nagrywania Fox była zmuszona udać się do szpitala z powodu komplikacji zdrowotnych. Na czas jej nieobecności linie basowe nagrała Lita Ford. Po powrocie Jackie ze szpitala nagrała ona linie basowe na nowo.

## Kompozycja
Na płycie znajduje się dziesięć utworów utrzymanych w stylistyce hard rocka/wczesnego heavy metalu, a także blues rocka. Dwa utwory, „Midnight Music” oraz „Heartbeat” to typowe power ballady, nazwane przez krytyków „mało znanymi, wczesnymi inspiracjami dla hair metalu lat 80.” W trakcie sesji nagraniowej nagrano także inne utwory – „C'Mon” i „Hollywood Dream”, które zostały opublikowane dopiero po rozpadzie zespołu. Drugi z tych utworów został odrzucony, ponieważ prawie wszystkie członkinie (oprócz Cherie Currie) nie chciały, aby opublikowano piosenkę na albumie. Pierwsza znana wersja „C'Mon” została zamieszczona na albumie Live in Japan z czerwca 1977 roku.

## Lista utworów
| Nr  | Tytuł utworu                      | Autorzy                                  | Długość |
| --- | --------------------------------- | ---------------------------------------- | ------- |
| 1.  | „Queens of Noise”                 | Billy Bizeau                             | 3:26    |
| 2.  | „Take It Or Leave It”             | Joan Jett                                | 3:23    |
| 3.  | „Midnight Music”                  | Cherie Currie, Kim Fowley, Steven Tetsch | 2:47    |
| 4.  | „Born To Be Bad”                  | Fowley, Micki Steele, Sandy West         | 4:28    |
| 5.  | „Neon Angels on the Road to Ruin” | Lita Ford, Jackie Fox, Fowley            | 3:23    |
| 6.  | „I Love Playin' With Fire”        | Jett                                     | 3:20    |
| 7.  | „California Paradise”             | Kari Krome, Fowley, Jett, West           | 2:52    |
| 8.  | „Hollywood”                       | Jett, Fowley, Fox                        | 2:56    |
| 9.  | „Heartbeat”                       | Ford, Fowley, Fox, Earle Mankey, Currie  | 2:49    |
| 10. | „Johnny Guitar”                   | Ford, Fowley                             | 7:15    |
|     |                                   |                                          | 36:39   |

## Pozycje na listach przebojów
Album
| Lista (1977)          | Pozycja |
| --------------------- | ------- |
| US Billboard 200      | 172     |
| Swedish Albums Chart  | 28      |
| Japanese Albums Chart | 30      |
| Swiss Albums Chart    | 15      |

Single
| Tytuł                             | Lista (1977)           | Pozycja |
| --------------------------------- | ---------------------- | ------- |
| „Heartbeat”                       | US Billboard Hot 100   | 110     |
| „Neon Angels on the Road to Ruin” | Japanese Singles Chart | 85      |

## Wykonawcy
- Cherie Currie – śpiew w utworach 3, 5, 7, 9, 10; wokal wspomagający, instrumenty klawiszowe
- Joan Jett – śpiew w utworach 1, 2, 4, 6, 8; wokal wspomagający, gitara rytmiczna
- Lita Ford – gitara prowadząca, wokal wspomagający
- Jackie Fox – gitara basowa, wokal wspomagający
- Sandy West – perkusja, wokal wspomagający